# Currais Novos (ort)
Currais Novos är en ort i Brasilien.   Den ligger i kommunen Currais Novos och delstaten Rio Grande do Norte, i den östra delen av landet, 1 600 km nordost om huvudstaden Brasília. Currais Novos ligger 361 meter över havet och antalet invånare är 35 560.
Terrängen runt Currais Novos är platt norrut, men söderut är den kuperad. Currais Novos är det största samhället i trakten.
Omgivningarna runt Currais Novos är huvudsakligen savann. Runt Currais Novos är det ganska glesbefolkat, med 32 invånare per kvadratkilometer.